# David Herd
David Herd (Hamilton, 15 aprile 1934 – Manchester, 1º ottobre 2016) è stato un calciatore e allenatore di calcio scozzese, di ruolo attaccante.

## Biografia
Suo padre Alec e suo zio Sandy sono stati entrambi calciatori professionisti, ed entrambi hanno giocato nella nazionale scozzese.

## Palmarès

### Club

#### Competizioni nazionali
- Campionato inglese: 2

Manchester United: 1964-1965, 1966-1967
- Coppa d'Inghilterra: 1

Manchester United: 1962-1963
- Community Shield: 2

Manchester United: 1965, 1967

#### Competizioni internazionali
- Coppa dei Campioni: 1

Manchester United: 1967-1968